# Списак утакмица фудбалске репрезентације Југославије
Фудбалска репрезентација Југославије представљала је селекције фудбалера из Краљевине Југославије (1918–1941, до 1921. као Краљевство СХС, 1921–1929. као Краљевина СХС), СФР Југославије (1943–1992, до 29. новембра 1945. као ДФ Југославија, 29. новембар 1945–1963. као ФНР Југославија) и СР Југославије (1992–2003). Наследила ју је фудбалска репрезентација Србије и Црне Горе (2003–2006).
Следи списак утакмица и резултати фудбалске репрезентације Југославије

## Репрезентација Краљевине Срба, Хрвата и Словенаца
Током овог почетног периода, Краљевина је већину својих утакмица играла са земљама са којима је формирала Малу Антанту: Чехословачком и Румунијом.

## Легенда
| Боје |          |
| ---- | -------- |
|      | Победа   |
|      | Нерешено |
|      | Пораз    |

## 1920.
| Датум              | Место              | Гледалаца | Противник    | Резултат | Стрелци за Југославију  | Такмичење                   |
| 28. август 1920.   | Антверпен, Белгија | 600       | Чехословачка | 0:7      |                         | Летње олимпијске игре 1920. |
| 2. септембар 1920. | Антверпен, Белгија | 500       | Египат       | 2:4      | Дубравчић (?) Ружић (?) | Летње олимпијске игре 1920. |

## 1921.
| Датум             | Место              | Гледалаца | Противник    | Резултат | Стрелци за Југославију | Такмичење   |
| 28. октобар 1921. | Праг, Чехословачка | 10.000    | Чехословачка | 1:6      | Зинаја (72.)           | Пријатељска |

## 1922.
| Датум            | Место                  | Гледалаца | Противник    | Резултат | Стрелци за Југославију                 | Такмичење               |
| 8. јун 1922.     | Београд, Краљевина СХС | 5.000     | Румунија     | 1:2      | Шифер (35. пен.)                       | Куп пријатељских земаља |
| 28. јун 1922.    | Загреб, Краљевина СХС  | 6.000     | Чехословачка | 4:3      | Абрахам (45, 74.) Шифер (63. пен, 72.) | Пријатељска             |
| 1. октобар 1922. | Загреб, Краљевина СХС  | 4.000     | Пољска       | 1:3      | Винек (35.)                            | Пријатељска             |

## 1923.
| Датум             | Место              | Гледалаца | Противник    | Резултат | Стрелци за Југославију            | Такмичење               |
| 3. јун 1923.      | Краков, Пољска     | 4.000     | Пољска       | 2:1      | Першка (16.) Зинаја (86.)         | Пријатељска             |
| 10. јун 1923.     | Букурешт, Румунија | 15.000    | Румунија     | 2:1      | Винек (23, 39.)                   | Куп пријатељских земаља |
| 28. октобар 1923. | Праг, Чехословачка | 15.000    | Чехословачка | 4:4      | Јовановић (4, 6, 16.) Бабић (26.) | Пријатељска             |

## 1924.
| Датум               | Место                 | Гледалаца | Противник    | Резултат | Стрелци за Југославију | Такмичење                   |
| 10. фебруар 1924.   | Загреб, Краљевина СХС | 10.000    | Аустрија     | 1:4      | Јовановић (60.)        | Пријатељска                 |
| 26. мај 1924.       | Коломб, Француска     | 3.025     | Уругвај      | 0:7      |                        | Летње олимпијске игре 1924. |
| 28. септембар 1924. | Загреб, Краљевина СХС | 8.000     | Чехословачка | 0:2      |                        | Пријатељска                 |

## 1925.
| Датум             | Место              | Гледалаца | Противник    | Резултат | Стрелци за Југославију | Такмичење   |
| 28. октобар 1925. | Праг, Чехословачка | 15.000    | Чехословачка | 0:7      |                        | Пријатељска |
| 4. новембар 1925. | Падова, Италија    | 15.000    | Италија      | 1:2      | Бенчић (22.)           | Пријатељска |

## 1926.
| Датум            | Место                 | Гледалаца | Противник    | Резултат | Стрелци за Југославију     | Такмичење               |
| 30. мај 1926.    | Загреб, Краљевина СХС | 6.000     | Бугарска     | 3:1      | Циндрић (75, 83, 87.)      | Пријатељска             |
| 13. јун 1926.    | Париз, Француска      | 12.000    | Француска    | 1:4      | Боначић (25.)              | Пријатељска             |
| 28. јун 1926.    | Загреб, Краљевина СХС | 10.000    | Чехословачка | 2:6      | Петковић (16.) Гилер (19.) | Пријатељска             |
| 3. октобар 1926. | Загреб, Краљевина СХС | 5.000     | Румунија     | 2:3      | Перцл (60, 61.)            | Куп пријатељских земаља |

## 1927.
| Датум             | Место                  | Гледалаца | Противник    | Резултат | Стрелци за Југославију                         | Такмичење               |
| 10. април 1927.   | Будимпешта, Мађарска   | 6.000     | Мађарска     | 0:3      |                                                | Пријатељска             |
| 10. мај 1927.     | Букурешт, Румунија     | 15.000    | Румунија     | 3:0      | Лубурић (7.) Боначић (23.) Гилер (25.)         | Куп пријатељских земаља |
| 15. мај 1927.     | Софија, Бугарска       | 16.000    | Бугарска     | 2:0      | Марјановић (85, 88.)                           | Пријатељска             |
| 31. јул 1927.     | Београд, Краљевина СХС | 12.000    | Чехословачка | 1:1      | Першка (35.)                                   | Пријатељска             |
| 28. октобар 1927. | Праг, Чехословачка     | 15.000    | Чехословачка | 3:5      | Бенчић (9.) Јовановић (56. пен.) Боначић (58.) | Пријатељска             |

## 1928.
| Датум             | Место                  | Гледалаца | Противник    | Резултат | Стрелци за Југославију              | Такмичење                   |
| 8. април 1928.    | Загреб, Краљевина СХС  | 5.000     | Турска       | 2:1      | Бабић (34.) Гилер (35.)             | Пријатељска                 |
| 6. мај 1928.      | Београд, Краљевина СХС | 15.000    | Румунија     | 3:1      | Сотировић (9, 40.) Марјановић (28.) | Куп пријатељских земаља     |
| 29. мај 1928.     | Амстердам, Холандија   | 1.226     | Португалија  | 1:2      | Боначић (40.)                       | Летње олимпијске игре 1928. |
| 28. октобар 1928. | Праг, Чехословачка     | 15.000    | Чехословачка | 1:7      | Белеслин (19.)                      | Пријатељска                 |

## 1929.
| Датум         | Место                 | Гледалаца | Противник    | Резултат | Стрелци за Југославију                      | Такмичење               |
| 10. мај 1929. | Букурешт, Румунија    | 15.000    | Румунија     | 3:2      | Павелић (27.) Лемешић (60.) Хитрец (62.)    | Куп пријатељских земаља |
| 19. мај 1929. | Париз, Француска      | 15.000    | Француска    | 3:1      | Хитрец (18.) Леинерт (38.) Марјановић (73.) | Пријатељска             |
| 28. јун 1929. | Загреб, Краљевина СХС | 8.000     | Чехословачка | 3:3      | Хитрец (36.) Марјановић (43, 53.)           | Пријатељска             |

## 1929
| Датум             | Место              | Гледалаца | Противник    | Резултат | Стрелци за Југославију         | Такмичење     |
| 6. октобар 1929.  | Букурешт, Румунија | 15.000    | Румунија     | 1:2      | Марјановић (58.)               | Балкански куп |
| 28. октобар 1929. | Праг, Чехословачка | 10.000    | Чехословачка | 3:4      | Хитрец (48, 84.) Леинерт (82.) | Пријатељска   |

## 1930.
| Датум              | Место                          | Гледалаца | Противник | Резултат | Стрелци за Југославију                                                 | Такмичење               |
| 26. јануар 1930.   | Атина, Грчка                   | 10.000    | Грчка     | 1:2      | Вујадиновић (18.)                                                      | Балкански куп           |
| 13. април 1930.    | Београд, Краљевина Југославија | 8.000     | Бугарска  | 6:1      | Вујадиновић (2, 81.) Марјановић (22, 80.) Тирнанић (57.) Хрњичек (89.) | Пријатељска             |
| 4. мај 1930.       | Београд, Краљевина Југославија | 8.000     | Румунија  | 2:1      | Премерл (12.) Боначић (34.)                                            | Куп пријатељских земаља |
| 15. јун 1930.      | Софија, Бугарска               | 15.000    | Бугарска  | 2:2      | Тирнанић (57.) Најдановић (87.)                                        | Пријатељска             |
| 14. јул 1930.      | Монтевидео, Уругвај            | 24.059    | Бразил    | 2:1      | Тирнанић (21.) Бек (30.)                                               | Светско првенство 1930. |
| 17. јул 1930.      | Монтевидео, Уругвај            | 18.306    | Боливија  | 4:0      | Бек (60, 67.) Марјановић (65.) Вујадиновић (85.)                       | Светско првенство 1930. |
| 27. јул 1930.      | Монтевидео, Уругвај            | 79.867    | Уругвај   | 1:6      | Вујадиновић (4.)                                                       | Светско првенство 1930. |
| 3. август 1930.    | Буенос Ајрес, Аргентина        | 30.000    | Аргентина | 1:3      | Марјановић (42.)                                                       | Пријатељска             |
| 16. новембар 1930. | Софија, Бугарска               | 15.000    | Бугарска  | 3:0      | Лемешић (7.) Марјановић (27.) Праунспергер (78.)                       | Балкански куп           |

## 1931.
| Датум             | Место                          | Гледалаца | Противник    | Резултат | Стрелци за Југославију                           | Такмичење     |
| 15. март 1931.    | Београд, Краљевина Југославија | 8.000     | Грчка        | 4:1      | Хитрец (35.) Томашевић (38, 78, 87.)             | Балкански куп |
| 19. април 1931.   | Београд, Краљевина Југославија | 10.000    | Бугарска     | 1:0      | Марјановић (21.)                                 | Пријатељска   |
| 21. мај 1931.     | Београд, Краљевина Југославија | 12.000    | Мађарска     | 3:2      | Марјановић (19.) Хитрец (53. пен.) Лемешић (83.) | Пријатељска   |
| 28. јун 1931.     | Загреб, Краљевина Југославија  | 8.000     | Румунија     | 2:4      | Зечевић (39.) Марјановић (68.)                   | Балкански куп |
| 2. август 1931.   | Београд, Краљевина Југославија | 12.000    | Чехословачка | 2:1      | Живковић (42.) Марјановић (49.)                  | Пријатељска   |
| 2. октобар 1931.  | Софија, Бугарска               | 3.000     | Турска       | 0:2      |                                                  | Балкански куп |
| 4. октобар 1931.  | Софија, Бугарска               | 15.000    | Бугарска     | 2:3      | Тирнанић (3.) Марјановић (20.)                   | Балкански куп |
| 25. октобар 1931. | Познањ, Пољска                 | 24.000    | Пољска       | 3:6      | Бек (17.) Хитрец (32, 53.)                       | Пријатељска   |

## 1932.
| Датум            | Место                          | Гледалаца | Противник    | Резултат | Стрелци за Југославију                                                                   | Такмичење     |
| 24. април 1932.  | Овиједо, Шпанија               | 25.000    | Шпанија      | 1:2      | Вујадиновић (41.)                                                                        | Пријатељска   |
| 3. мај 1932.     | Лисабон, Португалија           | 30.000    | Португалија  | 2:3      | Вујадиновић (34, 85.)                                                                    | Пријатељска   |
| 29. мај 1932.    | Загреб, Краљевина Југославија  | 6.000     | Пољска       | 0:3      |                                                                                          | Пријатељска   |
| 5. јун 1932.     | Београд, Краљевина Југославија | 10.000    | Француска    | 2:1      | Глишовић (26, 68.)                                                                       | Пријатељска   |
| 26. јун 1932.    | Београд, Краљевина Југославија | 10.000    | Грчка        | 7:1      | Тирнанић (5.) Живковић (14, 25.) Глишовић (62. пен.) Вујадиновић (66.) Зечевић (71, 85.) | Балкански куп |
| 30. јун 1932.    | Београд, Краљевина Југославија | 6.000     | Бугарска     | 2:3      | Живковић (82, 87.)                                                                       | Балкански куп |
| 3. јул 1932.     | Београд, Краљевина Југославија | 8.000     | Румунија     | 3:1      | Зечевић (23.) Живковић (30.) Вујадиновић (42.)                                           | Балкански куп |
| 9. октобар 1932. | Праг, Чехословачка             | 20.000    | Чехословачка | 1:2      | Живковић (38.)                                                                           | Пријатељска   |

## 1933.
| Датум               | Место                          | Гледалаца | Противник    | Резултат | Стрелци за Југославију                  | Такмичење                 |
| 30. април 1933.     | Београд, Краљевина Југославија | 17.000    | Шпанија      | 1:1      | Марјановић (60.)                        | Пријатељска               |
| 7. мај 1933.        | Цирих, Швајцарска              | 20.000    | Швајцарска   | 1:4      | Хитрец (21.)                            | Пријатељска               |
| 3. јун 1933.        | Букурешт, Румунија             | 6.000     | Грчка        | 5:3      | Кодрња (12, 20, 72.) Живковић (42, 79.) | Балкански куп             |
| 7. јун 1933.        | Букурешт, Румунија             | 5.000     | Бугарска     | 4:0      | Кокотовић (9, 54, 75.) Живковић (20.)   | Балкански куп             |
| 11. јун 1933.       | Букурешт, Румунија             | 28.000    | Румунија     | 0:5      |                                         | Балкански куп             |
| 6. август 1933.     | Загреб, Краљевина Југославија  | 3.000     | Чехословачка | 2:1      | Крагић (71.) Кодрња (77.)               | Пријатељска               |
| 10. септембар 1933. | Варшава, Пољска                | 8.000     | Пољска       | 3:4      | Вујадиновић (29, 41.) Тирнанић (89.)    | Пријатељска               |
| 24. септембар 1933. | Београд, Краљевина Југославија | 17.000    | Швајцарска   | 2:2      | Крагић (50.) Марјановић (61.)           | Квалификације за СП 1934. |

## 1934.
| Датум              | Место                          | Гледалаца | Противник    | Резултат | Стрелци за Југославију                                                                | Такмичење                 |
| 18. март 1934.     | Софија, Бугарска               | 15.000    | Бугарска     | 2:1      | Марјановић (8, 30.)                                                                   | Пријатељска               |
| 1. април 1934.     | Београд, Краљевина Југославија | 8.000     | Бугарска     | 2:3      | Крагић (75.) Живковић (75. пен.)                                                      | Пријатељска               |
| 29. април 1934.    | Букурешт, Румунија             | 20.000    | Румунија     | 1:2      | Крагић (71.)                                                                          | Квалификације за СП 1934. |
| 3. јун 1934.       | Београд, Краљевина Југославија | 12.000    | Бразил       | 8:4      | Стевовић (9.) Глишовић (23, 62.) Марјановић (50, 76, 80.) Петрак (53.) Тирнанић (78.) | Пријатељска               |
| 26. август 1934.   | Београд, Краљевина Југославија | 12.000    | Пољска       | 4:1      | Секулић (24, 42, 51.) Марјановић (78.)                                                | Пријатељска               |
| 2. септембар 1934. | Праг, Чехословачка             | 15.000    | Чехословачка | 1:3      | Секулић (62.)                                                                         | Пријатељска               |
| 16. децембар 1934. | Париз, Француска               | 37.000    | Француска    | 2:3      | Марјановић (44.) Вујадиновић (83.)                                                    | Пријатељска               |
| 23. децембар 1934. | Атина, Грчка                   | 18.000    | Грчка        | 1:2      | Секулић (12.)                                                                         | Балкански куп             |
| 25. децембар 1934. | Атина, Грчка                   | 6.000     | Бугарска     | 4:3      | Вујадиновић (3.) Томашевић (7.) Тирнанић (28, 48.)                                    | Балкански куп             |

## 1935.
| Датум              | Место                          | Гледалаца | Противник    | Резултат | Стрелци за Југославију                                                        | Такмичење     |
| 1. јануар 1935.    | Атина, Грчка                   | 25.000    | Румунија     | 4:0      | Тирнанић (10.) Марјановић (35.) Томашевић (60, 76.)                           | Балкански куп |
| 17. јун 1935.      | Софија, Бугарска               | 25.000    | Румунија     | 2:0      | Марјановић (31.) Секулић (57.)                                                | Балкански куп |
| 20. јун 1935.      | Софија, Бугарска               | 5.000     | Грчка        | 6:1      | Живковић (22, 70. пен.) Марјановић (29.) Вујадиновић (49.) Глишовић (83, 85.) | Балкански куп |
| 24. јун 1935.      | Софија, Бугарска               | 30.000    | Бугарска     | 3:3      | Марјановић (2, 19.) Вујадиновић (75.)                                         | Балкански куп |
| 18. август 1935.   | Катовице, Пољска               | 23.000    | Пољска       | 3:2      | Живковић (60, 61.) Секулић (81.)                                              | Пријатељска   |
| 6. септембар 1935. | Београд, Краљевина Југославија | 18.000    | Чехословачка | 0:0      |                                                                               | Пријатељска   |

## 1936.
| Датум              | Место                          | Гледалаца | Противник | Резултат | Стрелци за Југославију                                                        | Такмичење               |
| 10. мај 1936.      | Букурешт, Румунија             | 30.000    | Румунија  | 2:3      | Вујадиновић (44.) Томашевић (65.)                                             | Куп пријатељских земаља |
| 12. јул 1936.      | Истанбул, Турска               | 8.000     | Турска    | 3:3      | Марјановић (14.) Томашевић (37.) Тирнанић (60.)                               | Пријатељска             |
| 6. септембар 1936. | Београд, Краљевина Југославија | 12.000    | Пољска    | 9:3      | Марјановић (3, 19, 44, 75.) Перлић (11, 61.) Божовић (35, 67.) Тирнанић (85.) | Пријатељска             |
| 13. децембар 1936. | Париз, Француска               | 32.903    | Француска | 0:1      |                                                                               | Пријатељска             |

## 1937.
| Датум              | Место                          | Гледалаца | Противник    | Резултат | Стрелци за Југославију                        | Такмичење                 |
| 9. мај 1937.       | Будимпешта, Мађарска           | 16.000    | Мађарска     | 1:1      | Лешник (42.)                                  | Пријатељска               |
| 6. јун 1937.       | Београд, Краљевина Југославија | 15.000    | Белгија      | 1:1      | Лешник (33.)                                  | Пријатељска               |
| 1. август 1937.    | Београд, Краљевина Југославија | 12.000    | Турска       | 3:1      | Плеше (14.) Божовић (55.) Лешник (70.)        | Пријатељска               |
| 6. септембар 1937. | Београд, Краљевина Југославија | 12.000    | Румунија     | 2:1      | Вујадиновић (20.) Лешник (28.)                | Куп пријатељских земаља   |
| 3. октобар 1937.   | Праг, Чехословачка             | 25.000    | Чехословачка | 4:5      | Плеше (18, 75.) Ваљаревић (51.) Аутогол (53.) | Пријатељска               |
| 10. октобар 1937.  | Варшава, Пољска                | 30.000    | Пољска       | 0:4      |                                               | Квалификације за СП 1938. |

## 1938.
| Датум               | Место                          | Гледалаца | Противник    | Резултат | Стрелци за Југославију                           | Такмичење                 |
| 3. април 1938.      | Београд, Краљевина Југославија | 26.000    | Пољска       | 1:0      | Марјановић (65.)                                 | Квалификације за СП 1938. |
| 8. мај 1938.        | Букурешт, Румунија             | 35.000    | Румунија     | 1:0      | Матошић (29.)                                    | Куп пријатељских земаља   |
| 22. мај 1938.       | Ђенова, Италија                | 25.000    | Италија      | 0:4      |                                                  | Пријатељска               |
| 29. мај 1938.       | Брисел, Белгија                | 12.076    | Белгија      | 2:2      | Петровић (27.) Матошић (79.)                     | Пријатељска               |
| 28. август 1938.    | Загреб, Краљевина Југославија  | 10.000    | Чехословачка | 1:3      | Сипос (55.)                                      | Пријатељска               |
| 6. септембар 1938.  | Београд, Краљевина Југославија | 8.000     | Румунија     | 1:1      | Петровић (40.)                                   | Куп пријатељских земаља   |
| 25. септембар 1938. | Варшава, Пољска                | 20.000    | Пољска       | 4:4      | Велф (44, 70.) Кокотовић (51. пен.) Велкер (62.) | Пријатељска               |

## 1939.
| Датум              | Место                          | Гледалаца | Противник | Резултат | Стрелци за Југославију       | Такмичење               |
| 26. фебруар 1939.  | Берлин, Немачка                | 65.000    | Немачка   | 2:3      | Петровић (27.) Аутогол (38.) | Пријатељска             |
| 7. мај 1939.       | Букурешт, Румунија             | 30.000    | Румунија  | 0:1      |                              | Куп пријатељских земаља |
| 18. мај 1939.      | Београд, Краљевина Југославија | 35.000    | Енглеска  | 2:1      | Глишовић (15.) Перлић (62.)  | Пријатељска             |
| 4. јун 1939.       | Београд, Краљевина Југославија | 35.000    | Италија   | 1:2      | Петровић (65.)               | Пријатељска             |
| 15. октобар 1939.  | Загреб, Краљевина Југославија  | 18.000    | Немачка   | 1:5      | Антолковић (88.)             | Пријатељска             |
| 12. новембар 1939. | Београд, Краљевина Југославија | 18.000    | Мађарска  | 0:2      |                              | Пријатељска             |

## 1940.
| Датум               | Место                          | Гледалаца | Противник | Резултат | Стрелци за Југославију            | Такмичење    |
| 31. март 1940.      | Букурешт, Румунија             | 35.000    | Румунија  | 3:3      | Ваљаревић (12, 59.) Божовић (42.) | Дунавски куп |
| 14. април 1940.     | Беч, Аустрија                  | 60.000    | Немачка   | 2:1      | Глишовић (23.) Велф (36.)         | Пријатељска  |
| 22. септембар 1940. | Београд, Краљевина Југославија | 12.000    | Румунија  | 1:2      | Петровић (18.)                    | Дунавски куп |
| 29. септембар 1940. | Будимпешта, Мађарска           | 35.000    | Мађарска  | 0:0      |                                   | Пријатељска  |
| 3. новембар 1940.   | Загреб, Краљевина Југославија  | 15.000    | Немачка   | 2:0      | Божовић (44.) Цимерманчић (63.)   | Пријатељска  |

## 1941.
| Датум          | Место                          | Гледалаца | Противник | Резултат | Стрелци за Југославију | Такмичење   |
| 23. март 1941. | Београд, Краљевина Југославија | 18.000    | Мађарска  | 1:1      | Ваљаревић (43.)        | Пријатељска |

## 1946.
| Датум               | Место                | Гледалаца | Противник    | Резултат | Стрелци за Југославију                    | Такмичење     |
| 9. мај 1946.        | Праг, Чехословачка   | 50.000    | Чехословачка | 2:0      | Томашевић (52.) Митић (82.)               | Пријатељска   |
| 29. септембар 1946. | Београд, Југославија | 30.000    | Чехословачка | 4:2      | Митић (3.) Матошић (21, 68.) Бобек (80.)  | Пријатељска   |
| 7. октобар 1946.    | Тирана, Албанија     | 30.000    | Албанија     | 3:2      | Матошић (49.) Бобек (52.) Чајковски (57.) | Балкански куп |
| 11. октобар 1946.   | Тирана, Албанија     | 25.000    | Румунија     | 1:2      | Симоновски (42.)                          | Балкански куп |
| 13. октобар 1946.   | Тирана, Албанија     | 25.000    | Бугарска     | 2:1      | Сандић (35, 70.)                          | Балкански куп |

## 1947.
| Датум               | Место                | Гледалаца | Противник    | Резултат | Стрелци за Југославију                                | Такмичење     |
| 11. мај 1947.       | Праг, Чехословачка   | 60.000    | Чехословачка | 1:3      | Бобек (56.)                                           | Пријатељска   |
| 22. јун 1947.       | Букурешт, Румунија   | 35.000    | Румунија     | 3:1      | Бобек (38, 52.) Језеркић (40.)                        | Балкански куп |
| 28. јун 1947.       | Београд, Југославија | 30.000    | Мађарска     | 2:3      | Цимерманчић (36.) Михајловић (62.)                    | Балкански куп |
| 14. септембар 1947. | Тирана, Албанија     | 30.000    | Албанија     | 4:2      | Бобек (21.) Крнић (27.) Митић (30.) Цимерманчић (42.) | Балкански куп |
| 12. октобар 1947.   | Загреб, Југославија  | 15.000    | Бугарска     | 2:1      | Михајловић (18, 43.)                                  | Балкански куп |
| 19. октобар 1947.   | Београд, Југославија | 25.000    | Пољска       | 7:1      | Језеркић (4, 21, 23, 28.) Бобек (10, 38.) Митић (11.) | Пријатељска   |

## 1948.
| Датум            | Место                | Гледалаца | Противник        | Резултат | Стрелци за Југославију                                                           | Такмичење                   |
| 27. јун 1948.    | Београд, Југославија | 25.000    | Албанија         | 0:0      |                                                                                  | Балкански куп               |
| 4. јул 1948.     | Софија, Бугарска     | 30.000    | Бугарска         | 3:1      | Велф (41.) Митић (54.) Зл. Чајковски (72.)                                       | Балкански куп               |
| 31. јул 1948.    | Лондон, Енглеска     | 7.000     | Луксембург       | 6:1      | Станковић (57.) Михајловић (61.) Же. Чајковски (65, 70.) Митић (74.) Бобек (87.) | Летње олимпијске игре 1948. |
| 5. август 1948.  | Лондон, Енглеска     | 8.000     | Турска           | 3:1      | Же. Чајковски (21.) Бобек (60.) Велф (80.)                                       | Летње олимпијске игре 1948. |
| 11. август 1948. | Лондон, Енглеска     | 50.000    | Велика Британија | 3:1      | Бобек (19.) Велф (24.) Митић (48.)                                               | Летње олимпијске игре 1948. |
| 13. август 1948. | Лондон, Енглеска     | 60.000    | Шведска          | 1:3      | Бобек (42.)                                                                      | Летње олимпијске игре 1948. |
| 25. август 1948. | Варшава, Пољска      | 38.000    | Пољска           | 1:0      | Митић (24.)                                                                      | Пријатељска                 |

## 1949.
| Датум               | Место                | Гледалаца | Противник | Резултат | Стрелци за Југославију                                                  | Такмичење                 |
| 19. јун 1949.       | Осло, Норвешка       | 23.163    | Норвешка  | 3:1      | Митић (76.) Бобек (84.) Зл. Чајковски (88.)                             | Пријатељска               |
| 21. август 1949.    | Београд, Југославија | 35.000    | Израел    | 6:0      | Пајевић (12, 19, 26.) Сенчар (44.) Же. Чајковски (63.) Бобек (83. пен.) | Квалификације за СП 1950. |
| 18. септембар 1949. | Тел Авив, Израел     | 35.000    | Израел    | 5:2      | Валок (19, 64.) Бобек (20.) Зл. Чајковски (41.) Же. Чајковски (82.)     | Квалификације за СП 1950. |
| 9. октобар 1949.    | Београд, Југославија | 50.000    | Француска | 1:1      | Же. Чајковски (36.)                                                     | Квалификације за СП 1950. |
| 30. октобар 1949.   | Париз, Француска     | 35.000    | Француска | 1:1      | Бобек (44.)                                                             | Квалификације за СП 1950. |
| 13. новембар 1949.  | Београд, Југославија | 50.000    | Аустрија  | 2:5      | Же. Чајковски (35.) Бобек (59.)                                         | Пријатељска               |
| 11. децембар 1949.  | Фиренца, Италија     | 25.000    | Француска | 3:2      | Михајловић (12, 84. пен.) Же. Чајковски (114.)                          | Квалификације за СП 1950. |

## 1950.
| Датум               | Место                  | Гледалаца | Противник  | Резултат | Стрелци за Југославију                                            | Такмичење               |
| 28. мај 1950.       | Београд, Југославија   | 50.000    | Данска     | 5:1      | Вукас (34.) Хочевар (35.) Митић (54, 56, 86.)                     | Пријатељска             |
| 11. јун 1950.       | Берн, Швајцарска       | 16.000    | Швајцарска | 4:0      | Же. Чајковски (14.) Томашевић (23.) Бобек (39.) Атанацковић (89.) | Пријатељска             |
| 25. јун 1950.       | Бело Оризонте, Бразил  | 7.336     | Швајцарска | 3:0      | Митић (59.) Томашевић (70.) Огњанов (75.)                         | Светско првенство 1950. |
| 28. јун 1950.       | Порто Алегре, Бразил   | 11.078    | Мексико    | 4:1      | Бобек (19.) Же. Чајковски (22, 62.) Томашевић (81.)               | Светско првенство 1950. |
| 1. јул 1950.        | Рио де Жанеиро, Бразил | 142.429   | Бразил     | 0:2      |                                                                   | Светско првенство 1950. |
| 3. септембар 1950.  | Стокхолм, Шведска      | 37.677    | Шведска    | 2:1      | Валок (13.) Херцег (59.)                                          | Пријатељска             |
| 7. септембар 1950.  | Хелсинки, Финска       | 16.897    | Финска     | 2:3      | Бобек (14.) Вукас (20.)                                           | Пријатељска             |
| 10. септембар 1950. | Копенхаген, Данска     | 37.000    | Данска     | 4:1      | Живановић (6.) Бобек (10.) Митић (33.) Херцег (64.)               | Пријатељска             |
| 8. октобар 1950.    | Беч, Аустрија          | 60.000    | Аустрија   | 2:7      | Митић (34.) Живановић (74.)                                       | Пријатељска             |
| 5. новембар 1950.   | Београд, Југославија   | 45.000    | Норвешка   | 4:0      | Огњанов (35, 46.) Митић (40.) Рупник (45.)                        | Пријатељска             |
| 22. новембар 1950.  | Лондон, Енглеска       | 61.454    | Енглеска   | 2:2      | Аутогол (41.) Живановић (78.)                                     | Пријатељска             |

## 1951.
| Датум              | Место                | Гледалаца | Противник  | Резултат | Стрелци за Југославију                                    | Такмичење   |
| 6. фебруар 1951.   | Париз, Француска     | 33.532    | Француска  | 1:2      | Томашевић (14.)                                           | Пријатељска |
| 6. мај 1951.       | Милано, Италија      | 50.000    | Италија    | 0:0      |                                                           | Пријатељска |
| 24. јун 1951.      | Београд, Југославија | 50.000    | Швајцарска | 7:3      | Бобек (1, 40.) Митић (4, 48.) Рајков (35.) Зебец (5, 37.) | Пријатељска |
| 23. август 1951.   | Осло, Норвешка       | 30.867    | Норвешка   | 4:2      | Вукас (8.) Бобек (23, 30.) Зебец (27.)                    | Пријатељска |
| 2. септембар 1951. | Београд, Југославија | 50.000    | Шведска    | 2:1      | Бобек (19.) Огњанов (74.)                                 | Пријатељска |

## 1952.
| Датум               | Место                                  | Гледалаца | Противник       | Резултат | Стрелци за Југославију                                                   | Такмичење                   |
| 25. јун 1952.       | Загреб, Југославија                    | 30.000    | Норвешка        | 4:1      | Вукас (8, 10.) Митић (18.) Зебец (59.)                                   | Пријатељска                 |
| 15. јул 1952.       | Хелсинки, Финска                       | 10.000    | Индија          | 10:1     | Вукас (2, 62.) Митић (14, 43.) Зебец (17, 23, 60, 87.) Огњанов (52, 67.) | Летње олимпијске игре 1952. |
| 20. јул 1952.       | Тампере, Финска                        | 17.000    | Совјетски Савез | 5:5      | Митић (29.) Огњанов (33.) Зебец (44, 59.) Бобек (46.)                    | Летње олимпијске игре 1952. |
| 22. јул 1952.       | Тампере, Финска                        | 16.916    | Совјетски Савез | 3:1      | Митић (19.) Бобек (29. пен.) Зл. Чајковски (54.)                         | Летње олимпијске игре 1952. |
| 25. јул 1952.       | Хелсинки, Финска                       | 11.456    | Данска          | 5:3      | Зл. Чајковски (19.) Огњанов (35.) Вукас (41.) Бобек (78.) Зебец (81.)    | Летње олимпијске игре 1952. |
| 29. јул 1952.       | Хелсинки, Финска                       | 25.821    | Немачка         | 3:1      | Митић (3, 24.) Зл. Чајковски (30.)                                       | Летње олимпијске игре 1952. |
| 2. август 1952.     | Хелсинки, Финска                       | 58.553    | Мађарска        | 0:2      |                                                                          | Летње олимпијске игре 1952. |
| 21. септембар 1952. | Београд, Југославија                   | 50.000    | Аустрија        | 4:2      | Бобек (14, 50, 87. пен.) Вукас (55. пен.)                                | Пријатељска                 |
| 2. новембар 1952.   | Београд, Југославија                   | 30.000    | Египат          | 5:0      | Рајков (8.) Цокић (45.) Вукас (70.) Јоцић (75, 81.)                      | Пријатељска                 |
| 21. децембар 1952.  | Лудвигсхафен на Рајни, Западна Немачка | 70.000    | Западна Немачка | 2:3      | Зл. Чајковски (40.) Бобек (42. пен.)                                     | Пријатељска                 |

## 1953.
| Датум             | Место                | Гледалаца | Противник | Резултат | Стрелци за Југославију                       | Такмичење                 |
| 16. јануар 1953.  | Каиро, Египат        | 25.000    | Египат    | 3:1      | Вукас (20, 80.) Митић (74.)                  | Пријатељска               |
| 9. мај 1953.      | Београд, Југославија | 50.000    | Грчка     | 1:0      | Вукас (21.)                                  | Квалификације за СП 1954. |
| 14. мај 1953.     | Брисел, Белгија      | 39.435    | Белгија   | 3:1      | Вукас (10, 43.) Рајков (21.)                 | Пријатељска               |
| 21. мај 1953.     | Београд, Југославија | 50.000    | Велс      | 5:2      | Митић (10, 14, 24.) Вукас (15.) Рајков (55.) | Пријатељска               |
| 5. јун 1953.      | Истанбул, Турска     | 22.467    | Турска    | 2:2      | Рајков (31.) Митић (88.)                     | Пријатељска               |
| 18. октобар 1953. | Загреб, Југославија  | 45.000    | Француска | 3:1      | Веселиновић (47.) Рајков (55.) Дворнић (61.) | Пријатељска               |
| 8. новембар 1953. | Скопље, Југославија  | 25.000    | Израел    | 1:0      | Милутиновић (3.)                             | Квалификације за СП 1954. |

## 1954.
| Датум               | Место                 | Гледалаца | Противник       | Резултат | Стрелци за Југославију                           | Такмичење                 |
| 21. март 1954.      | Тел Авив, Израел      | 60.000    | Израел          | 1:0      | Зебец (80.)                                      | Квалификације за СП 1954. |
| 28. март 1954.      | Атина, Грчка          | 25.000    | Грчка           | 1:0      | Веселиновић (50.)                                | Квалификације за СП 1954. |
| 9. мај 1954.        | Загреб, Југославија   | 35.000    | Белгија         | 0:2      |                                                  | Пријатељска               |
| 16. мај 1954.       | Београд, Југославија  | 50.000    | Енглеска        | 1:0      | Митић (88.)                                      | Пријатељска               |
| 16. јун 1954.       | Лозана, Швајцарска    | 16.000    | Француска       | 1:0      | Милутиновић (15.)                                | Светско првенство 1954.   |
| 19. јун 1954.       | Лозана, Швајцарска    | 24.637    | Бразил          | 1:1      | Зебец (48.)                                      | Светско првенство 1954.   |
| 27. јун 1954.       | Женева, Швајцарска    | 17.000    | Западна Немачка | 0:2      |                                                  | Светско првенство 1954.   |
| 22. септембар 1954. | Кардиф, Велс          | 45.000    | Велс            | 3:1      | Веселиновић (62, 77. пен. 89.)                   | Пријатељска               |
| 26. септембар 1954. | Сарбрикен, Сарланд    | 25.000    | Saarland        | 5:1      | Вукас (5, 71, 84.) Веселиновић (59.) Бобек (56.) | Пријатељска               |
| 3. октобар 1954.    | Беч, Аустрија         | 60.000    | Аустрија        | 2:2      | Станковић (18.) Бобек (31.)                      | Пријатељска               |
| 17. октобар 1954.   | Сарајево, Југославија | 40.000    | Турска          | 5:1      | Бобек (40, 41, 71.) Пашић (47.) Марковић (78.)   | Пријатељска               |

## 1955.
| Датум               | Место                   | Гледалаца | Противник       | Резултат | Стрелци за Југославију                                  | Такмичење   |
| 15. мај 1955.       | Београд, Југославија    | 20.000    | Шкотска         | 2:2      | Веселиновић (13.) Вукас (38.)                           | Пријатељска |
| 29. мај 1955.       | Торино, Италија         | 70.000    | Италија         | 4:0      | Веселиновић (48.) Зебец (65.) Аутогол (81.) Вукас (82.) | Пријатељска |
| 26. јун 1955.       | Београд, Југославија    | 40.000    | Швајцарска      | 0:0      |                                                         | Пријатељска |
| 25. септембар 1955. | Београд, Југославија    | 50.000    | Западна Немачка | 3:1      | Милутиновић (31.) Рајков (36.) Веселиновић (83.)        | Пријатељска |
| 19. октобар 1955.   | Даблин, Република Ирска | 30.000    | Република Ирска | 4:1      | Милутиновић (10, 14, 44.) Веселиновић (77.)             | Пријатељска |
| 30. октобар 1955.   | Беч, Аустрија           | 60.000    | Аустрија        | 1:2      | Милутиновић (26.)                                       | Пријатељска |
| 11. новембар 1955.  | Париз, Француска        | 60.654    | Француска       | 1:1      | Веселиновић (25.)                                       | Пријатељска |

## 1956.
| Датум               | Место                | Гледалаца | Противник        | Резултат | Стрелци за Југославију                                                    | Такмичење                   |
| 22. април 1956.     | Београд, Југославија | 45.000    | Румунија         | 0:1      |                                                                           | Пријатељска                 |
| 29. април 1956.     | Будимпешта, Мађарска | 110.000   | Мађарска         | 2:2      | Вукас (5.) Веселиновић (76.)                                              | Пријатељска                 |
| 17. јун 1956.       | Загреб, Југославија  | 30.000    | Аустрија         | 1:1      | Рајков (60.)                                                              | Пријатељска                 |
| 9. септембар 1956.  | Београд, Југославија | 25.000    | Индонезија       | 4:2      | Милутиновић (35, 38, 68.) Костић (85.)                                    | Пријатељска                 |
| 16. септембар 1956. | Београд, Југославија | 50.000    | Мађарска         | 1:3      | Петаковић (7.)                                                            | Пријатељска                 |
| 30. септембар 1956. | Београд, Југославија | 50.000    | Чехословачка     | 1:2      | Станковић (66.)                                                           | Пријатељска                 |
| 21. новембар 1956.  | Глазгов, Шкотска     | 55.521    | Шкотска          | 0:2      |                                                                           | Пријатељска                 |
| 28. новембар 1956.  | Лондон, Енглеска     | 78.500    | Енглеска         | 0:3      |                                                                           | Пријатељска                 |
| 28. новембар 1956.  | Мелбурн, Аустралија  | 5.292     | Сједињене Државе | 9:1      | Веселиновић (10, 84, 90.) Антић (12, 73.) Мујић (16, 35, 56.) Папец (20.) | Летње олимпијске игре 1956. |
| 4. децембар 1956.   | Мелбурн, Аустралија  | 16.626    | Индија           | 4:1      | Папец (54, 65.) Веселиновић (57.) Аутогол (78.)                           | Летње олимпијске игре 1956. |
| 8. децембар 1956.   | Мелбурн, Аустралија  | 86.716    | Совјетски Савез  | 0:1      |                                                                           | Летње олимпијске игре 1956. |
| 23. децембар 1956.  | Џакарта, Индонезија  | 40.000    | Индонезија       | 5:1      | Липошиновић (16.) Веселиновић (40, 48.) Радовић (69.) Папец (89.)         | Пријатељска                 |

## 1957.
| Датум               | Место                    | Гледалаца | Противник    | Резултат | Стрелци за Југославију                                                       | Такмичење                 |
| 5. мај 1957.        | Атина, Грчка             | 25.000    | Грчка        | 0:0      |                                                                              | Квалификације за СП 1958. |
| 12. мај 1957.       | Загреб, Југославија      | 45.000    | Италија      | 6:1      | Зебец (10.) Милутиновић (27, 48.) Липошиновић (40.) Рајков (50.) Вукас (81.) | Пријатељска               |
| 18. мај 1957.       | Братислава, Чехословачка | 45.000    | Чехословачка | 0:1      |                                                                              | Пријатељска               |
| 15. септембар 1957. | Београд, Југославија     | 50.000    | Аустрија     | 3:3      | Рајков (15.) Аутогол (28.) Милутиновић (70.)                                 | Пријатељска               |
| 29. септембар 1957. | Букурешт, Румунија       | 68.758    | Румунија     | 1:1      | Мујић (52.)                                                                  | Квалификације за СП 1958. |
| 10. новембар 1957.  | Београд, Југославија     | 45.000    | Грчка        | 4:1      | Мујић (6, 61.) Крстић (9.) Петаковић (67.)                                   | Квалификације за СП 1958. |
| 17. новембар 1957.  | Београд, Југославија     | 55.000    | Румунија     | 2:0      | Милутиновић (53, 80.)                                                        | Квалификације за СП 1958. |

## 1958.
| Датум               | Место                | Гледалаца | Противник       | Резултат | Стрелци за Југославију                                      | Такмичење               |
| 20. април 1958.     | Будимпешта, Мађарска | 100.000   | Мађарска        | 0:2      |                                                             | Пријатељска             |
| 11. мај 1958.       | Београд, Југославија | 55.000    | Енглеска        | 5:0      | Милутиновић (23.) Петаковић (56, 77, 83.) Веселиновић (86.) | Пријатељска             |
| 8. јун 1958.        | Вестерос, Шведска    | 9.591     | Шкотска         | 1:1      | Петаковић (6.)                                              | Светско првенство 1958. |
| 11. јун 1958.       | Вестерос, Шведска    | 12.217    | Француска       | 3:2      | Петаковић (16.) Веселиновић (63, 88.)                       | Светско првенство 1958. |
| 15. јун 1958.       | Ешилструна, Шведска  | 13.103    | Парагвај        | 3:3      | Огњановић (18.) Веселиновић (21.) Рајков (73.)              | Светско првенство 1958. |
| 19. јун 1958.       | Малме, Шведска       | 20.055    | Западна Немачка | 0:1      |                                                             | Светско првенство 1958. |
| 14. септембар 1958. | Беч, Аустрија        | 65.000    | Аустрија        | 4:3      | Веселиновић (31, 66, 70.) Мујић (61.)                       | Пријатељска             |
| 8. октобар 1958.    | Загреб, Југославија  | 40.000    | Мађарска        | 4:4      | Зебец (11, 76.) Петаковић (54.) Веселиновић (65.)           | Пријатељска             |

## 1959.
| Датум              | Место                    | Гледалаца | Противник       | Резултат | Стрелци за Југославију                                | Такмичење                                    |
| 19. април 1959.    | Будимпешта, Мађарска     | 100.000   | Мађарска        | 0:4      |                                                       | Пријатељска                                  |
| 26. април 1959.    | Базел, Швајцарска        | 37.000    | Швајцарска      | 5:1      | Костић (6.) Шекуларац (41, 48.) Веселиновић (82, 86.) | Пријатељска                                  |
| 31. мај 1959.      | Београд, Југославија     | 23.418    | Бугарска        | 2:0      | Галић (1.) Тасић (87.)                                | Квалификације за ЕП 1960.                    |
| 10. октобар 1959.  | Београд, Југославија     | 55.000    | Мађарска        | 2:4      | Мујић (12.) Костић (15.)                              | Светско првенство 1958.                      |
| 21. октобар 1959.  | Тел Авив, Израел         | 40.000    | Израел          | 2:2      | Костић (6, 75.)                                       | Квалификације за Летње олимпијске игре 1960. |
| 25. октобар 1959.  | Софија, Бугарска         | 27.560    | Бугарска        | 1:1      | Мујић (57.)                                           | Квалификације за ЕП 1960.                    |
| 15. новембар 1959. | Београд, Југославија     | 25.000    | Грчка           | 4:0      | Мујић (31, 43.) Михајловић (45.) Костић (78.)         | Квалификације за Летње олимпијске игре 1960. |
| 20. децембар 1959. | Хановер, Западна Немачка | 83.000    | Западна Немачка | 1:1      | Мујић (5.)                                            | Пријатељска                                  |

## 1960.
| Датум               | Место                | Гледалаца | Противник                   | Резултат | Стрелци за Југославију                                               | Такмичење                                    |
| 1. јануар 1960.     | Казабланка, Мароко   | 7.000     | Мароко                      | 5:0      | Михајловић (27.) Костић (38, 57. пен.) Маравић (65.) Анковић (78.)   | Пријатељска                                  |
| 3. јануар 1960.     | Тунис, Тунис         | 10.000    | Тунис                       | 5:1      | Костић (25.) Кнез (28.) Маравић (35.) Михајловић (81.) Чебинац (83.) | Пријатељска                                  |
| 8. јануар 1960.     | Каиро, Египат        | 35.000    | Египат                      | 1:0      | Михајловић (83.)                                                     | Пријатељска                                  |
| 10. април 1960.     | Београд, Југославија | 30.000    | Израел                      | 1:2      | Мујић (33.)                                                          | Квалификације за Летње олимпијске игре 1960. |
| 24. април 1960.     | Атина, Грчка         | 25.000    | Грчка                       | 5:0      | Костић (36.) Жанетић (67.) Такач (69.) Галић (81.) Кнез (83.)        | Квалификације за Летње олимпијске игре 1960. |
| 8. мај 1960.        | Лисабон, Португалија | 50.000    | Португалија                 | 1:2      | Костић (81.)                                                         | Квалификације за ЕП 1960.                    |
| 11. мај 1960.       | Лондон, Енглеска     | 60.000    | Енглеска                    | 3:3      | Галић (27, 58.) Костић (80.)                                         | Пријатељска                                  |
| 22. мај 1960.       | Београд, Југославија | 43.000    | Португалија                 | 5:1      | Шекуларац (9.) Чебинац (45.) Костић (50, 68.) Галић (80.)            | Квалификације за ЕП 1960.                    |
| 6. јул 1960.        | Париз, Француска     | 26.370    | Француска                   | 5:4      | Галић (37.) Жанетић (55.) Кнез (75.) Јерковић (77, 78.)              | Европско првенство 1960.                     |
| 10. јул 1960.       | Париз, Француска     | 17.966    | Совјетски Савез             | 1:2      | Галић (43.)                                                          | Европско првенство 1960.                     |
| 6. август 1960.     | Београд, Југославија | 15.000    | Тунис                       | 7:0      | Кнез (2, 13, 49.) Костић (26, 39.) Галић (28.) Маравић (48.)         | Пријатељска                                  |
| 26. август 1960.    | Пескара, Италија     | 10.000    | Уједињена Арапска Република | 6:1      | Костић (2, 32, 61, 64.) Галић (40. пен.) Кнез (49.)                  | Летње олимпијске игре 1960.                  |
| 29. август 1960.    | Пескара, Италија     | 1.858     | Турска                      | 4:0      | Костић (10, 89.) Галић (47.) Кнез (62.)                              | Летње олимпијске игре 1960.                  |
| 1. септембар 1960.  | Рим, Италија         | 15.000    | Бугарска                    | 3:3      | Галић (50, 57, 69.)                                                  | Летње олимпијске игре 1960.                  |
| 5. септембар 1960.  | Напуљ, Италија       | 16.568    | Италија                     | 1:1*     | Галић (107.)                                                         | Летње олимпијске игре 1960.                  |
| 29. септембар 1960. | Рим, Италија         | 40.000    | Данска                      | 3:1      | Галић (1.) Матуш (11.) Костић (69.)                                  | Летње олимпијске игре 1960.                  |
| 9. октобар 1960.    | Будимпешта, Мађарска | 70.000    | Мађарска                    | 1:1      | Костић (70.)                                                         | Пријатељска                                  |

- Југославија је прошла даље захваљујући жребу.

## 1961.
| Датум              | Место                | Гледалаца | Противник    | Резултат | Стрелци за Југославију                                             | Такмичење                 |
| 7. мај 1961.       | Београд, Југославија | 50.000    | Мађарска     | 2:4      | Костић (16.) Матуш (78.)                                           | Пријатељска               |
| 4. јун 1961.       | Београд, Југославија | 30.000    | Пољска       | 2:1      | Калоперовић (42. пен.) Костић (49.)                                | Квалификације за СП 1962. |
| 18. јун 1961.      | Београд, Југославија | 20.000    | Мароко       | 3:2      | Мујић (47, 50.) Матуш (79.)                                        | Пријатељска               |
| 25. јун 1961.      | Хожов, Пољска        | 57.000    | Пољска       | 1:1      | Галић (1.)                                                         | Квалификације за СП 1962. |
| 8. октобар 1961.   | Београд, Југославија | 20.000    | Јужна Кореја | 5:1      | Чебинац (41.) Шекуларац (53, 68.) Радаковић (65.) Галић (89.)      | Квалификације за СП 1962. |
| 19. новембар 1961. | Загреб, Југославија  | 45.000    | Аустрија     | 2:1      | Јерковић (2, 75.)                                                  | Пријатељска               |
| 26. новембар 1961. | Сеул, Јужна Кореја   | 25.000    | Јужна Кореја | 3:1      | Галић (17, 27.) Јерковић (88.)                                     | Квалификације за СП 1962. |
| 29. новембар 1961. | Токио, Јапан         | 19.000    | Јапан        | 1:0      | Чебинац (75.)                                                      | Пријатељска               |
| 2. децембар 1961.  | Хонгконг             | 30.000    | Хонгконг     | 2:1      | Мујић (40.) Бего (60.)                                             | Пријатељска               |
| 7. децембар 1961.  | Џакарта, Индонезија  | 35.000    | Индонезија   | 5:1      | Радаковић (34.) Галић (53.) Шекуларац (56.) Мујић (58.) Бего (82.) | Пријатељска               |
| 14. децембар 1961. | Тел Авив, Израел     | 25.000    | Израел       | 2:0      | Галић (35, 53.)                                                    | Пријатељска               |

## 1962.
| Датум               | Место                    | Гледалаца | Противник       | Резултат | Стрелци за Југославију                            | Такмичење                 |
| 16. мај 1962.       | Београд, Југославија     | 40.000    | Источна Немачка | 3:1      | Галић (54, 83.) Скоблар (66.)                     | Пријатељска               |
| 31. мај 1962.       | Арика, Чиле              | 9.622     | Совјетски Савез | 0:2      |                                                   | Светско првенство 1962.   |
| 2. јун 1962.        | Арика, Чиле              | 8.829     | Уругвај         | 3:1      | Скоблар (25. пен.) Галић (29.) Јерковић (49.)     | Светско првенство 1962.   |
| 7. јун 1962.        | Арика, Чиле              | 7.167     | Колумбија       | 5:0      | Галић (20 ,61.) Јерковић (25, 87.) Мелић (82.)    | Светско првенство 1962.   |
| 10. јун 1962.       | Сантијаго де Чиле, Чиле  | 63.324    | Западна Немачка | 1:0      | Радаковић (85.)                                   | Светско првенство 1962.   |
| 13. јун 1962.       | Виња дел Мар, Чиле       | 5.890     | Чехословачка    | 1:3      | Јерковић (69.)                                    | Светско првенство 1962.   |
| 16. јун 1962.       | Сантијаго де Чиле, Чиле  | 66.679    | Чиле            | 0:1      |                                                   | Светско првенство 1962.   |
| 16. септембар 1962. | Лајпциг, Источна Немачка | 35.000    | Источна Немачка | 2:2      | Замбата (20.) Јерковић (43.)                      | Пријатељска               |
| 19. септембар 1962. | Београд, Југославија     | 8.000     | Етиопија        | 5:2      | Лукарић (3.) Матуш (5, 8. пен.) Замбата (12, 54.) | Пријатељска               |
| 30. септембар 1962. | Загреб, Југославија      | 50.000    | Западна Немачка | 2:3      | Галић (10, 75.)                                   | Пријатељска               |
| 14. октобар 1962.   | Будимпешта, Мађарска     | 35.000    | Мађарска        | 1:0      | Галић (70.)                                       | Пријатељска               |
| 4. новембар 1962.   | Београд, Југославија     | 25.430    | Белгија         | 3:2      | Скоблар (12, 32. пен.) Васовић (88.)              | Квалификације за ЕП 1964. |

## 1963.
| Датум          | Место           | Гледалаца | Противник | Резултат | Стрелци за Југославију | Такмичење                 |
| 31. март 1963. | Брисел, Белгија | 24.583    | Белгија   | 1:0      | Галић (20.)            | Квалификације за ЕП 1964. |

| Датум               | Место                | Гледалаца | Противник    | Резултат | Стрелци за Југославију       | Такмичење                 |
| 19. јун 1963.       | Београд, Југославија | 45.098    | Шведска      | 0:0      |                              | Квалификације за ЕП 1964. |
| 18. септембар 1963. | Малме, Шведска       | 20.774    | Шведска      | 2:3      | Замбата (22.) Галић (64.)    | Квалификације за ЕП 1964. |
| 6. октобар 1963.    | Београд, Југославија | 50.000    | Мађарска     | 2:0      | Скоблар (12.) Самарџић (28.) | Пријатељска               |
| 27. октобар 1963.   | Букурешт, Румунија   | 40.000    | Румунија     | 1:2      | Смајловић (5.)               | Пријатељска               |
| 3. новембар 1963.   | Загреб, Југославија  | 40.000    | Чехословачка | 2:0      | Замбата (50.) Скоблар (54.)  | Пријатељска               |

## 1964.
| Датум               | Место                | Гледалаца | Противник             | Резултат | Стрелци за Југославију                      | Такмичење                   |
| 18. март 1964.      | Софија, Бугарска     | 30.000    | Бугарска              | 1:0      | Замбата (40.)                               | Пријатељска                 |
| 1. април 1964.      | Ниш, Југославија     | 10.000    | Бугарска              | 1:0      | Замбата (65.)                               | Пријатељска                 |
| 17. мај 1964.       | Праг, Чехословачка   | 15.000    | Чехословачка          | 3:2      | Скоблар (25.) Самарџић (36.) Замбата (72.)  | Пријатељска                 |
| 17. јун 1964.       | Београд, Југославија | 10.000    | Румунија              | 1:2      | Такач (61.)                                 | Пријатељска                 |
| 20. септембар 1964. | Београд, Југославија | 35.000    | Луксембург            | 3:1      | Ковачевић (14.) Јерковић (24.) Галић (87.)  | Квалификације за СП 1966.   |
| 23. сетпембар 1964. | Београд, Југославија | 20.000    | Репрезентација Европе | 2:7      | Костић (31.) Галић (48.)                    | Пријатељска                 |
| 27. сетпембар 1964. | Беч, Аустрија        | 55.000    | Аустрија              | 2:3      | Мелић (35.) Скоблар (56. пен.)              | Пријатељска                 |
| 13. октобар 1964.   | Токио, Јапан         | 12.675    | Мароко                | 3:1      | Самарџић (8.) Белин (13, 61.)               | Летње олимпијске игре 1964. |
| 15. октобар 1964.   | Токио, Јапан         | 19.316    | Мађарска              | 5:6      | Осим (1, 82.) Белин (12, 35.) Замбата (31.) | Летње олимпијске игре 1964. |
| 18. октобар 1964.   | Токио, Јапан         | 15.767    | Источна Немачка       | 0:1      |                                             | Летње олимпијске игре 1964. |
| 20. октобар 1964.   | Осака, Јапан         | 20.000    | Јапан                 | 6:1      | Замбата (3, 5, 43, 63.) Осим (28, 60.)      | Летње олимпијске игре 1964. |
| 22. октобар 1964.   | Осака, Јапан         | 10.000    | Румунија              | 0:3      |                                             | Летње олимпијске игре 1964. |
| 25. октобар 1964.   | Будимпешта, Мађарска | 30.000    | Мађарска              | 1:2      | Скоблар (89.)                               | Пријатељска                 |
| 28. октобар 1964.   | Тел Авив, Израел     | 17.000    | Израел                | 0:2      |                                             | Пријатељска                 |
| 22. новембар 1964.  | Београд, Југославија | 30.000    | Совјетски Савез       | 1:1      | Замбата (22.)                               | Пријатељска                 |

## 1965.
| Датум               | Место                   | Гледалаца | Противник       | Резултат | Стрелци за Југославију                       | Такмичење                 |
| 18. април 1965.     | Београд, Југославија    | 23.906    | Француска       | 1:0      | Галић (59.)                                  | Квалификације за СП 1966. |
| 9. мај 1965.        | Београд, Југославија    | 60.000    | Енглеска        | 1:1      | Ковачевић (15.)                              | Пријатељска               |
| 16. јун 1965.       | Осло, Норвешка          | 29.726    | Норвешка        | 0:3      |                                              | Квалификације за СП 1966. |
| 4. септембар 1965.  | Москва, Совјетски Савез | 60.000    | Совјетски Савез | 0:0      |                                              | Пријатељска               |
| 19. септембар 1965. | Луксембург, Луксембург  | 10.780    | Луксембург      | 5:2      | Галић (3, 11.) Џајић (37, 59.) Мушовић (42.) | Квалификације за СП 1966. |
| 9. октобар 1965.    | Париз, Француска        | 35.546    | Француска       | 0:1      |                                              | Квалификације за СП 1966. |
| 7. новембар 1965.   | Београд, Југославија    | 30.000    | Норвешка        | 1:1      | Васовић (39.)                                | Квалификације за СП 1966. |

## 1966.
| Датум               | Место                    | Гледалаца | Противник       | Резултат | Стрелци за Југославију        | Такмичење   |
| 4. мај 1966.        | Лондон, Енглеска         | 54.000    | Енглеска        | 0:2      |                               | Пријатељска |
| 8. мај 1966.        | Загреб, Југославија      | 30.000    | Мађарска        | 2:0      | Гуглета (9.) Скоблар (75.)    | Пријатељска |
| 1. јун 1966.        | Београд, Југославија     | 20.000    | Бугарска        | 0:2      |                               | Пријатељска |
| 23. јун 1966.       | Хановер, Западна Немачка | 75.000    | Западна Немачка | 0:2      |                               | Пријатељска |
| 27. јун 1966.       | Малме, Шведска           | 15.784    | Шведска         | 1:1      | Сантрач (61.)                 | Пријатељска |
| 18. септембар 1966. | Београд, Југославија     | 15.000    | Совјетски Савез | 1:2      | Мушовић (49.)                 | Пријатељска |
| 12. октобар 1966.   | Тел Авив, Израел         | 17.000    | Израел          | 3:1      | Замбата (49.) Букал (42, 86.) | Пријатељска |
| 19. октобар 1966.   | Београд, Југославија     | 25.000    | Чехословачка    | 1:0      | Џајић (20.)                   | Пријатељска |
| 6. новембар 1966.   | Софија, Бугарска         | 10.000    | Бугарска        | 1:6      | Гуглета (43.)                 | Пријатељска |

## 1967.
| Датум              | Место                    | Гледалаца | Противник       | Резултат | Стрелци за Југославију                      | Такмичење                 |
| 23. април 1967.    | Будимпешта, Мађарска     | 30.000    | Мађарска        | 0:1      |                                             | Пријатељска               |
| 3. мај 1967.       | Београд, Југославија     | 36.508    | Западна Немачка | 1:0      | Скоблар (64.)                               | Квалификације за ЕП 1968. |
| 14. мај 1967.      | Тирана, Албанија         | 18.573    | Албанија        | 2:0      | Замбата (22, 53.)                           | Квалификације за ЕП 1968. |
| 7. октобар 1967.   | Хамбург, Западна Немачка | 70.573    | Западна Немачка | 1:3      | Замбата (46.)                               | Квалификације за ЕП 1968. |
| 1. новембар 1967.  | Ротердам, Холандија      | 64.000    | Холандија       | 2:1      | Замбата (80.) Осим (81.)                    | Пријатељска               |
| 12. новембар 1967. | Београд, Југославија     | 30.000    | Албанија        | 4:0      | Спречо (45.) Осим (48, 81.) Лазаревић (56.) | Квалификације за ЕП 1968. |

## 1968.
| Датум               | Место                     | Гледалаца | Противник    | Резултат | Стрелци за Југославију                                                | Такмичење                 |
| 6. април 1968.      | Марсељ, Француска         | 35.423    | Француска    | 1:1      | Мусемић (66.)                                                         | Квалификације за ЕП 1968. |
| 24. април 1968.     | Београд, Југославија      | 47.747    | Француска    | 5:1      | Петковић (3, 33.) Мусемић (12, 80.) Џајић (24.)                       | Квалификације за ЕП 1968. |
| 27. април 1968.     | Братислава, Чехословачка  | 25.000    | Чехословачка | 0:3      |                                                                       | Пријатељска               |
| 5. јун 1968.        | Фиренца, Италија          | 21.834    | Енглеска     | 1:0      | Џајић (86.)                                                           | Европско првенство 1968.  |
| 8. јун 1968.        | Рим, Италија              | 68.817    | Италија      | 1:1      | Џајић (39.)                                                           | Европско првенство 1968.  |
| 10. јун 1968.       | Рим, Италија              | 32.886    | Италија      | 0:2      |                                                                       | Европско првенство 1968.  |
| 25. јун 1968.       | Сплит, Југославија        | 30.000    | Бразил       | 0:2      |                                                                       | Пријатељска               |
| 25. септембар 1968. | Београд, Југославија      | 6.810     | Финска       | 9:1      | Замбата (9, 73, 87.) Мусемић (39, 57, 90.) Џајић (58, 65.) Осим (62.) | Квалификације за СП 1970. |
| 16. октобар 1968.   | Брисел, Белгија           | 20.233    | Белгија      | 0:3      |                                                                       | Квалификације за СП 1970. |
| 27. октобар 1968.   | Београд, Југославија      | 23.963    | Шпанија      | 0:0      |                                                                       | Квалификације за СП 1970. |
| 17. децембар 1968.  | Рио де Жанеиро, Бразил    | 70.000    | Бразил       | 3:3      | Спасовски (7.) Џајић (48.) Букал (90.)                                | Пријатељска               |
| 19. децембар 1968.  | Бело Оризонте, Бразил     | 35.000    | Бразил       | 2:3      | Мусемић (8.) Бјековић (11.)                                           | Пријатељска               |
| 22. децембар 1968.  | Рио де Жанеиро, Аргентина | 50.000    | Аргентина    | 1:1      | Мусемић (20.)                                                         | Пријатељска               |

## 1969.
| Датум               | Место                | Гледалаца | Противник       | Резултат | Стрелци за Југославију                               | Такмичење                 |
| 26. фебруар 1969.   | Сплит, Југославија   | 20.000    | Шведска         | 2:1      | Бјековић (20.) Мусемић (31.)                         | Пријатељска               |
| 30. април 1969.     | Барселона, Шпанија   | 29.914    | Шпанија         | 1:2      | Павловић (66.)                                       | Пријатељска               |
| 4. јун 1969.        | Хелсинки, Финска     | 8.740     | Финска          | 5:1      | Џајић (14.) Букал (22, 71.) Пирић (38.) Спречо (60.) | Квалификације за СП 1970. |
| 3. септембар 1969.  | Београд, Југославија | 15.000    | Румунија        | 1:1      | Мујкић (56.)                                         | Пријатељска               |
| 24. септембар 1969. | Београд, Југославија | 15.000    | Совјетски Савез | 1:3      | Џајић (16.)                                          | Пријатељска               |
| 19. октобар 1969.   | Скопље, Југославија  | 21.583    | Белгија         | 4:0      | Белин (2.) Спасовски (31, 33.) Џајић (51.)           | Квалификације за СП 1970. |

## 1970.
| Датум               | Место                    | Гледалаца | Противник       | Резултат | Стрелци за Југославију       | Такмичење                 |
| 8. април 1970.      | Сарајево, Југославија    | 10.000    | Аустрија        | 1:1      | Бајевић (47.)                | Пријатељска               |
| 12. април 1970.     | Београд, Југославија     | 5.865     | Мађарска        | 2:2      | Аутогол (33.) Грачанин (48.) | Пријатељска               |
| 6. мај 1970.        | Букурешт, Румунија       | 60.000    | Румунија        | 0:0      |                              | Пријатељска               |
| 13. мај 1970.       | Хановер, Западна Немачка | 71.554    | Западна Немачка | 0:1      |                              | Пријатељска               |
| 10. септембар 1970. | Грац, Аустрија           | 24.000    | Аустрија        | 1:0      | Бајевић (41.)                | Пријатељска               |
| 11. октобар 1970.   | Ротердам, Холандија      | 56.200    | Холандија       | 1:1      | Џајић (23.)                  | Квалификације за ЕП 1972. |
| 14. октобар 1970.   | Луксембург, Луксембург   | 5.163     | Луксембург      | 2:0      | Букал (44, 65.)              | Квалификације за ЕП 1972. |
| 28. октобар 1970.   | Москва, Совјетски Савез  | 25.000    | Совјетски Савез | 0:4      |                              | Пријатељска               |
| 18. новембар 1970.  | Загреб, Југославија      | 25.000    | Западна Немачка | 2:0      | Букал (57.) Џајић (87.)      | Пријатељска               |

## 1971.
| Датум               | Место                    | Гледалаца | Противник       | Резултат | Стрелци за Југославију                     | Такмичење                 |
| 4. април 1971.      | Сплит, Југославија       | 15.563    | Холандија       | 2:0      | Јерковић (8.) Џајић (84.)                  | Квалификације за ЕП 1972. |
| 21. април 1971.     | Нови Сад, Југославија    | 15.430    | Румунија        | 0:1      |                                            | Пријатељска               |
| 9. мај 1971.        | Лајпциг, Источна Немачка | 94.876    | Источна Немачка | 2:1      | Филиповић (11.) Џајић (20.)                | Квалификације за ЕП 1972. |
| 18. јул 1971.       | Рио де Жанеиро, Бразил   | 138.575   | Бразил          | 2:2      | Џајић (35.) Јерковић (70.)                 | Пријатељска               |
| 1. септембар 1971.  | Будимпешта, Мађарска     | 36.000    | Мађарска        | 1:2      | Облак (13.)                                | Пријатељска               |
| 22. септембар 1971. | Сарајево, Југославија    | 20.000    | Мексико         | 4:0      | Букал (18, 80.) Аћимовић (37.) Облак (70.) | Пријатељска               |
| 16. октобар 1971.   | Београд, Југославија     | 2.340     | Источна Немачка | 0:0      |                                            | Квалификације за ЕП 1972. |
| 27. октобар 1971.   | Титоград, Југославија    | 10.022    | Луксембург      | 0:0      |                                            | Квалификације за ЕП 1972. |

## 1972.
| Датум               | Место                                | Гледалаца | Противник       | Резултат | Стрелци за Југославију                                                                                  | Такмичење                 |
| 30. април 1972.     | Београд, Југославија                 | 58.312    | Совјетски Савез | 0:0      | | Квалификације за ЕП 1972. |
| 13. мај 1972.       | Москва, Совјетски Савез              | 90.300    | Совјетски Савез | 0:3      | | Квалификације за ЕП 1972. |
| 14. јун 1972.       | Куритиба, Бразил                     | 5.000     | Венецуела       | 10:0     | Бајевић (5, 7, 48, 68, 74.) Џајић (20.) Аћимовић (37.) Попивода (44.) Степановић (51.) Каталински (54.) | Пријатељска               |
| 18. јун 1972.       | Кампо Гранде, Бразил                 | 15.000    | Боливија        | 1:1      | Каталински (32.)                                                                                        | Пријатељска               |
| 22. јун 1972.       | Манаус, Бразил                       | 25.000    | Парагвај        | 2:1      | Бајевић (50, 86.)                                                                                       | Пријатељска               |
| 25. јун 1972.       | Манаус, Бразил                       | 20.000    | Перу            | 2:1      | Бајевић (4, 37.)                                                                                        | Пријатељска               |
| 29. јун 1972.       | Бело Оризонте, Бразил                | 4.000     | Шкотска         | 2:2      | Бајевић (60.) Аутогол (87.)                                                                             | Пријатељска               |
| 2. јул 1972.        | Сао Пауло, Бразил                    | 100.000   | Бразил          | 0:3      | | Пријатељска               |
| 6. јул 1972.        | Сао Пауло, Бразил                    | 3.000     | Чехословачка    | 2:1      | Бајевић (19.) Џајић (77.)                                                                               | Пријатељска               |
| 9. јул 1972.        | Сао Пауло, Бразил                    | 170.000   | Аргентина       | 4:2      | Бајевић (26, 83.) Каталински (37.) Џајић (64.)                                                          | Пријатељска               |
| 20. септембар 1972. | Торино, Италија                      | 80.000    | Италија         | 1:3      | Вукотић (73.)                                                                                           | Пријатељска               |
| 11. октобар 1972.   | Лондон, Енглеска                     | 50.000    | Енглеска        | 1:1      | Владић (51.)                                                                                            | Пријатељска               |
| 19. октобар 1972.   | Лас Палмас де Гран Канарија, Шпанија | 30.000    | Шпанија         | 2:2      | Бајевић (52, 61.)                                                                                       | Квалификације за СП 1974. |
| 19. новембар 1972.  | Београд, Југославија                 | 65.000    | Грчка           | 1:0      | Аћимовић (19.)                                                                                          | Квалификације за СП 1974. |

## 1973.
| Датум               | Место                   | Гледалаца | Противник       | Резултат | Стрелци за Југославију                            | Такмичење                 |
| 4. фебруар 1973.    | Тунис, Тунис            | 10.000    | Тунис           | 5:0      | Бајевић (12, 80.) Владић (26.) Петковић (60, 63.) | Пријатељска               |
| 9. мај 1973.        | Минхен, Западна Немачка | 55.000    | Западна Немачка | 1:0      | Бајевић (75. пен.)                                | Пријатељска               |
| 13. мај 1973.       | Варшава, Пољска         | 35.000    | Пољска          | 2:2      | Павловић (16.) Бјековић (57.)                     | Пријатељска               |
| 26. септембар 1973. | Београд, Југославија    | 30.000    | Мађарска        | 1:1      | Бјековић (17.)                                    | Пријатељска               |
| 21. октобар 1973.   | Загреб, Југославија     | 65.000    | Шпанија         | 0:0      |                                                   | Квалификације за СП 1974. |
| 19. децембар 1973.  | Атина, Грчка            | 10.000    | Грчка           | 4:2      | Бајевић (12.) Караси (15, 90.) Шурјак (63.)       | Квалификације за СП 1974. |

## 1974.
| Датум               | Место                               | Гледалаца | Противник       | Резултат | Стрелци за Југославију                                                                                    | Такмичење                 |
| 13. фебруар 1974.   | Франкфурт на Мајни, Западна Немачка | 63.000    | Шпанија         | 1:0      | Каталински (10.)                                                                                          | Квалификације за СП 1974. |
| 17. април 1974.     | Зеница, Југославија                 | 30.000    | Совјетски Савез | 0:1      | | Пријатељска               |
| 29. мај 1974.       | Столни Београд, Мађарска            | 16.000    | Мађарска        | 2:3      | Попивода (17.) Јерковић (21.)                                                                             | Пријатељска               |
| 5. јун 1974.        | Београд, Југославија                | 80.000    | Енглеска        | 2:2      | Петковић (23.) Облак (46.)                                                                                | Пријатељска               |
| 13. јун 1974.       | Франкфурт на Мајни, Западна Немачка | 59.000    | Бразил          | 0:0      | | Светско првенство 1974.   |
| 18. јун 1974.       | Гелзенкирхен, Западна Немачка       | 31.700    | Заир            | 9:0      | Бајевић (8, 30, 81.) Џајић (14.) Шурјак (18.) Каталински (22.) Богићевић (35.) Облак (61.) Петковић (65.) | Светско првенство 1974.   |
| 22. јун 1974.       | Франкфурт на Мајни, Западна Немачка | 56.000    | Шкотска         | 1:1      | Караси (81.)                                                                                              | Светско првенство 1974.   |
| 26. јун 1974.       | Диселдорф, Западна Немачка          | 67.385    | Западна Немачка | 0:2      | | Светско првенство 1974.   |
| 30. јун 1974.       | Франкфурт на Мајни, Западна Немачка | 58.000    | Пољска          | 1:2      | Караси (43.)                                                                                              | Светско првенство 1974.   |
| 3. јул 1974.        | Диселдорф, Западна Немачка          | 41.300    | Шведска         | 1:2      | Шурјак (27.)                                                                                              | Светско првенство 1974.   |
| 28. септембар 1974. | Загреб, Југославија                 | 40.000    | Италија         | 1:0      | Шурјак (41.)                                                                                              | Пријатељска               |
| 30. октобар 1974.   | Београд, Југославија                | 9.910     | Норвешка        | 3:1      | Вукотић (42.) Каталински (58, 72.)                                                                        | Квалификације за ЕП 1976. |

## 1975.
| Датум              | Место                  | Гледалаца | Противник     | Резултат | Стрелци за Југославију                   | Такмичење                 |
| 16. април 1975.    | Белфаст, Северна Ирска | 25.847    | Северна Ирска | 0:1      |                                          | Квалификације за ЕП 1976. |
| 31. мај 1975.      | Београд, Југославија   | 25.000    | Холандија     | 3:0      | Савић (12.) Попивода (20.) Ивезић (80.)  | Пријатељска               |
| 4. јун 1975.       | Стокхолм, Шведска      | 27.250    | Шведска       | 2:1      | Каталински (41.) Ивезић (77.)            | Квалификације за ЕП 1976. |
| 9. јун 1975.       | Осло, Норвешка         | 21.843    | Норвешка      | 3:1      | Буљан (12.) Богићевић (13.) Шурјак (25.) | Квалификације за ЕП 1976. |
| 15. октобар 1975.  | Загреб, Југославија    | 29.836    | Шведска       | 3:0      | Облак (18.) Владић (50.) Вабец (83.)     | Квалификације за ЕП 1976. |
| 19. новембар 1975. | Београд, Југославија   | 21.545    | Северна Ирска | 1:0      | Облак (21.)                              | Квалификације за ЕП 1976. |

## 1976.
| Датум               | Место                  | Гледалаца | Противник       | Резултат | Стрелци за Југославију       | Такмичење                 |
| 18. фебруар 1976.   | Тунис, Тунис           | 4.500     | Тунис           | 1:2      | Шурјак (18.)                 | Пријатељска               |
| 24. фебруар 1976.   | Алжир                  | 5.000     | Алжир           | 2:1      | Вукотић (16.) Шљиво (60.)    | Пријатељска               |
| 17. април 1976.     | Бања Лука, Југославија | 12.000    | Мађарска        | 0:0      |                              | Пријатељска               |
| 24. април 1976.     | Загреб, Југославија    | 36.917    | Велс            | 2:0      | Вукотић (1.) Попивода (54.)  | Квалификације за ЕП 1976. |
| 22. мај 1976.       | Кардиф, Велс           | 30.346    | Велс            | 1:1      | Каталински (19. пен.)        | Квалификације за ЕП 1976. |
| 17. јун 1976.       | Београд, Југославија   | 50.562    | Западна Немачка | 2:4      | Попивода (19.) Џајић (30.)   | Европско првенство 1976.  |
| 19. јун 1976.       | Загреб, Југославија    | 6.766     | Холандија       | 2:3      | Каталински (43.) Џајић (82.) | Европско првенство 1976.  |
| 25. септембар 1976. | Рим, Италија           | 50.000    | Италија         | 0:3      |                              | Пријатељска               |
| 10. октобар 1976.   | Севиља, Шпанија        | 30.000    | Шпанија         | 0:1      |                              | Пријатељска               |

## 1977.
| Датум              | Место                   | Гледалаца | Противник       | Резултат | Стрелци за Југославију                                             | Такмичење                 |
| 30. јануар 1977.   | Богота, Колумбија       | 35.000    | Колумбија       | 1:0      | Бајевић (17.)                                                      | Пријатељска               |
| 1. фебруар 1977.   | Леон, Мексико           | 20.000    | Мексико         | 1:5      | Бајевић (87.)                                                      | Пријатељска               |
| 8. фебруар 1977.   | Монтереј, Мексико       | 15.000    | Мексико         | 1:0      | Бајевић (9.)                                                       | Пријатељска               |
| 23. март 1977.     | Београд, Југославија    | 17.000    | Совјетски Савез | 2:4      | Бајевић (27.) Јерковић (70.)                                       | Пријатељска               |
| 30. април 1977.    | Београд, Југославија    | 17.000    | Западна Немачка | 1:2      | Бајевић (60.)                                                      | Пријатељска               |
| 8. мај 1977.       | Загреб, Југославија     | 45.000    | Румунија        | 0:2      |                                                                    | Квалификације за СП 1978. |
| 26. јун 1977.      | Бело Оризонте, Бразил   | 110.000   | Бразил          | 0:0      |                                                                    | Пријатељска               |
| 3. јул 1977.       | Буенос Ајрес, Аргентина | 60.000    | Аргентина       | 0:1      |                                                                    | Пријатељска               |
| 5. октобар 1977.   | Будимпешта, Мађарска    | 20.000    | Мађарска        | 3:4      | Сушић (14, 83.) Николић (85.)                                      | Пријатељска               |
| 13. новембар 1977. | Букурешт, Румунија      | 35.000    | Румунија        | 6:4      | Сушић (14, 51, 62.) Мужинић (18.) Трифуновић (79.) Филиповић (84.) | Квалификације за СП 1978. |
| 16. новембар 1977. | Атина, Грчка            | 20.000    | Грчка           | 0:0      |                                                                    | Балкански куп             |
| 30. новембар 1977. | Београд, Југославија    | 66.285    | Шпанија         | 0:1      |                                                                    | Квалификације за СП 1978. |

## 1978.
| Датум              | Место               | Гледалаца | Противник | Резултат | Стрелци за Југославију                    | Такмичење                 |
| 5. април 1978.     | Техеран, Иран       | 40.000    | Иран      | 0:0      |                                           | Пријатељска               |
| 18. мај 1978.      | Рим, Италија        | 25.000    | Италија   | 0:0      |                                           | Пријатељска               |
| 4. октобар 1978.   | Загреб, Југославија | 41.539    | Шпанија   | 1:2      | Халилхоџић (44.)                          | Квалификације за ЕП 1980. |
| 25. октобар 1978.  | Букурешт, Румунија  | 24.090    | Румунија  | 2:3      | Петровић (24. пен.) Десница (90.)         | Квалификације за ЕП 1980. |
| 15. новембар 1978. | Скопље, Југославија | 12.000    | Грчка     | 4:1      | Халилхоџић (33, 58, 82. пен.) Савић (47.) | Балкански куп             |

## 1979.
| Датум               | Место                           | Гледалаца | Противник | Резултат | Стрелци за Југославију                                     | Такмичење                 |
| 1. април 1979.      | Никозија, Кипар                 | 3.376     | Кипар     | 3:0      | Вујовић (40, 79.) Шурјак (82.)                             | Квалификације за ЕП 1980. |
| 13. јун 1979.       | Загреб, Југославија             | 25.000    | Италија   | 4:1      | Сушић (27, 34, 65.) Зајец (86.)                            | Пријатељска               |
| 16. септембар 1979. | Београд, Југославија            | 20.000    | Аргентина | 4:2      | Сушић (22, 53, 68.) Слишковић (87.)                        | Пријатељска               |
| 10. октобар 1979.   | Валенсија, Шпанија              | 28.078    | Шпанија   | 1:0      | Шурјак (5.)                                                | Квалификације за ЕП 1980. |
| 31. октобар 1979.   | Косовска Митровица, Југославија | 28.078    | Румунија  | 2:1      | Вујовић (48.) Слишковић (50.)                              | Квалификације за ЕП 1980. |
| 14. новембар 1979.  | Нови Сад, Југославија           | 14.134    | Кипар     | 5:0      | Крањчар (32, 50.) Вујовић (60.) Петровић (75.) Савић (87.) | Квалификације за ЕП 1980. |

## 1980.
| Датум               | Место                      | Гледалаца | Противник  | Резултат | Стрелци за Југославију                                   | Такмичење                 |
| 22. март 1980.      | Сарајево, Југославија      | 30.000    | Уругвај    | 2:1      | Клинчарски (8.) Вујовић (59.)                            | Пријатељска               |
| 30. март 1980.      | Београд, Југославија       | 7.000     | Румунија   | 2:0      | Крстићевић (35.) Сушић (61.)                             | Балкански куп             |
| 26. април 1980.     | Борово насеље, Југославија | 10.000    | Пољска     | 2:1      | Мирочевић (34, 68.)                                      | Пријатељска               |
| 27. август 1980.    | Букурешт, Румунија         | 25.000    | Румунија   | 1:4      | Сушић (74. пен.)                                         | Балкански куп             |
| 10. септембар 1980. | Луксембург, Луксембург     | 3.500     | Луксембург | 5:0      | Сушић (50.) Вујовић (64, 81.) Петровић (70.) Буљан (90.) | Квалификације за СП 1982. |
| 27. септембар 1980. | Љубљана, Југославија       | 20.000    | Данска     | 2:1      | Пантелић (18. пен.) Вујовић (37.)                        | Квалификације за СП 1982. |
| 15. новембар 1980.  | Торино, Италија            | 50.677    | Италија    | 0:2      |                                                          | Квалификације за СП 1982. |

## 1981.
| Датум              | Место                 | Гледалаца | Противник  | Резултат | Стрелци за Југославију                                             | Такмичење                 |
| 25. март 1981.     | Суботица, Југославија | 20.000    | Бугарска   | 2:1      | Халилхоџић (1.) Слишковић (26.)                                    | Пријатељска               |
| 29. април 1981.    | Сплит, Југославија    | 45.000    | Грчка      | 5:1      | Шљиво (35.) Халилхоџић (23.) Пантелић (42. пен.) Вујовић (51, 57.) | Квалификације за СП 1982. |
| 9. септембар 1981. | Копенхаген, Данска    | 48.400    | Данска     | 2:1      | Вујовић (48.) Петровић (63.)                                       | Квалификације за СП 1982. |
| 17. октобар 1981.  | Београд, Југославија  | 70.000    | Италија    | 1:1      | Вујовић (9.)                                                       | Квалификације за СП 1982. |
| 21. новембар 1981. | Нови Сад, Југославија | 20.000    | Луксембург | 5:0      | Халилхоџић (1, 45.) Шурјак (65.) Пашић (73.) Вујовић (75.)         | Квалификације за СП 1982. |
| 29. новембар 1981. | Атина, Грчка          | 11.595    | Грчка      | 2:1      | Шурјак (22.) Јерковић (39.)                                        | Квалификације за СП 1982. |

## 1982.
| Датум              | Место                 | Гледалаца | Противник     | Резултат | Стрелци за Југославију                                   | Такмичење                 |
| 17. јун 1982.      | Сарагоса, Шпанија     | 25.000    | Северна Ирска | 0:0      |                                                          | Светско првенство 1982.   |
| 20. јун 1982.      | Валенсија, Шпанија    | 48.000    | Шпанија       | 1:2      | Гудељ (10.)                                              | Светско првенство 1982.   |
| 24. јун 1982.      | Сарагоса, Шпанија     | 25.000    | Хондурас      | 1:0      | Петровић (88. пен.)                                      | Светско првенство 1982.   |
| 13. октобар 1982.  | Осло, Норвешка        | 12.264    | Норвешка      | 1:3      | Савић (72.)                                              | Квалификације за ЕП 1984. |
| 17. новембар 1982. | Софија, Бугарска      | 20.000    | Бугарска      | 1:0      | Стојковић (36.)                                          | Квалификације за ЕП 1984. |
| 15. децембар 1982. | Титоград, Југославија | 17.000    | Велс          | 4:4      | Цветковић (14.) Живковић (17.) Крањчар (37.) Јешић (66.) | Квалификације за ЕП 1984. |

## 1983.
| Датум              | Место                  | Гледалаца | Противник       | Резултат | Стрелци за Југославију            | Такмичење                 |
| 30. март 1983.     | Темишвар, Румунија     | 25.000    | Румунија        | 2:0      | Џеко (13.) Трифуновић (86.)       | Пријатељска               |
| 23. април 1983.    | Париз, Француска       | 40.881    | Француска       | 0:4      |                                   | Пријатељска               |
| 1. јун 1983.       | Сарајево, Југославија  | 15.000    | Румунија        | 1:0      | Аутогол (59.)                     | Пријатељска               |
| 11. јун 1983.      | Луксембург, Луксембург | 11.000    | Западна Немачка | 2:4      | Јешић (62.) Миљановић (80.)       | Пријатељска               |
| 12. октобар 1983.  | Софија, Југославија    | 9.169     | Норвешка        | 2:1      | Вујовић (21.) Сушић (40.)         | Квалификације за ЕП 1984. |
| 26. октобар 1983.  | Базел, Швајцарска      | 9.000     | Швајцарска      | 0:2      |                                   | Пријатељска               |
| 12. новембар 1983. | Загреб, Југославија    | 15.000    | Француска       | 0:0      |                                   | Пријатељска               |
| 14. децембар 1983. | Кардиф, Велс           | 24.901    | Велс            | 1:1      | Баждаревић (82.)                  | Квалификације за ЕП 1984. |
| 21. децембар 1983. | Сплит, Југославија     | 30.000    | Бугарска        | 3:2      | Сушић (31, 53.) Радановић (90+1.) | Квалификације за ЕП 1984. |

## 1984.
| Датум               | Место                        | Гледалаца | Противник       | Резултат | Стрелци за Југославију                           | Такмичење                 |
| 31. март 1984.      | Суботица, Југославија        | 25.000    | Мађарска        | 2:1      | Ђуровски (66.) Радановић (80. пен.)              | Пријатељска               |
| 2. јун 1984.        | Лисабон, Португалија         | 10.000    | Португалија     | 3:2      | Сушић (29.) Халиловић (43.) Стојковић (83. пен.) | Пријатељска               |
| 7. јун 1984.        | Линеа де Консепсион, Шпанија | 20.000    | Шпанија         | 1:0      | Сушић (1.)                                       | Пријатељска               |
| 13. јун 1984.       | Ленс, Француска              | 41.774    | Белгија         | 0:2      |                                                  | Европско првенство 1984.  |
| 16. јун 1984.       | Лион, Француска              | 24.736    | Данска          | 0:5      |                                                  | Европско првенство 1984.  |
| 19. јун 1984.       | Сент Етјен, Француска        | 47.589    | Француска       | 2:3      | Шестић (32.) Стојковић (84. пен.)                | Европско првенство 1984.  |
| 12. септембар 1984. | Глазгов, Шкотска             | 18.512    | Шкотска         | 1:6      | Вокри (10.)                                      | Пријатељска               |
| 29. септембар 1984. | Београд, Југославија         | 18.000    | Бугарска        | 0:0      |                                                  | Квалификације за СП 1986. |
| 20. октобар 1984.   | Лајпциг, Источна Немачка     | 55.045    | Источна Немачка | 3:2      | Баждаревић (30.) Вокри (48.) Шестић (80.)        | Квалификације за СП 1986. |

## 1985.
| Датум               | Место                  | Гледалаца | Противник       | Резултат | Стрелци за Југославију                    | Такмичење                 |
| 20. јануар 1985.    | Кочин, Индија          | 55.000    | Иран            | 3:1      | Баљић (37, 75.) Млинарић (82.)            | Пријатељска               |
| 25. јануар 1985.    | Кочин, Индија          | 60.000    | Совјетски Савез | 2:1      | Хаџибегић (15. пен.) Вујовић (80.)        | Пријатељска               |
| 29. јануар 1985.    | Кочин, Индија          | 35.000    | Кина            | 1:1      | Живковић (63.)                            | Пријатељска               |
| 1. фебруар 1985.    | Кочин, Индија          | 40.000    | Јужна Кореја    | 3:1      | Вокри (19.) Гудељ (63.) Зо. Вујовић (88.) | Пријатељска               |
| 4. фебруар 1985.    | Кочин, Индија          | 55.000    | Совјетски Савез | 1:2      | Хаџибегић (22. пен.)                      | Пријатељска               |
| 26. март 1985.      | Зеница, Југославија    | 30.000    | Луксембург      | 1:0      | Гудељ (27.)                               | Квалификације за СП 1986. |
| 3. април 1985.      | Сарајево, Југославија  | 53.500    | Француска       | 0:0      |                                           | Квалификације за СП 1986. |
| 1. мај 1985.        | Луксембург, Луксембург | 6.550     | Луксембург      | 1:0      | Вокри (89.)                               | Квалификације за СП 1986. |
| 1. јун 1985.        | Софија, Бугарска       | 60.000    | Бугарска        | 1:2      | Ђуровски (29.)                            | Квалификације за СП 1986. |
| 28. септембар 1985. | Београд, Југославија   | 35.000    | Источна Немачка | 1:2      | Шкоро (83.)                               | Квалификације за СП 1986. |
| 16. октобар 1985.   | Линц, Аустрија         | 15.000    | Аустрија        | 3:0      | Вујовић (11, 64.) Мркела (43.)            | Пријатељска               |
| 16. новембар 1985.  | Париз, Француска       | 45.670    | Француска       | 0:2      |                                           | Квалификације за СП 1986. |

## 1986.
| Датум              | Место                  | Гледалаца | Противник       | Резултат | Стрелци за Југославију                     | Такмичење                 |
| 30. април 1986.    | Ресифе, Бразил         | 70.000    | Бразил          | 2:4      | Грачан (42.) Јанковић (55.)                | Пријатељска               |
| 11. мај 1986.      | Бохум, Западна Немачка | 30.000    | Западна Немачка | 1:1      | Шкоро (5.)                                 | Пријатељска               |
| 19. мај 1986.      | Брисел, Белгија        | 15.000    | Белгија         | 3:1      | Шкоро (7.) Грачан (23.) Вујовић (36. пен.) | Пријатељска               |
| 29. октобар 1986.  | Сплит, Југославија     | 11.270    | Турска          | 4:0      | Вујовић (25, 33, 83.) Савићевић (73.)      | Квалификације за ЕП 1988. |
| 12. новембар 1986. | Лондон, Енглеска       | 60.000    | Енглеска        | 0:2      |                                            | Квалификације за ЕП 1988. |

## 1987.
| Датум               | Место                  | Гледалаца | Противник       | Резултат | Стрелци за Југославију                            | Такмичење                 |
| 25. март 1987.      | Бања Лука, Југославија | 25.000    | Аустрија        | 4:0      | Панчев (39, 80.) Стојковић (57.) Туце (77.)       | Пријатељска               |
| 29. април 1987.     | Белфаст, Северна Ирска | 5.482     | Северна Ирска   | 2:1      | Стојковић (47.) Вујовић (80.)                     | Квалификације за ЕП 1988. |
| 29. август 1987.    | Београд, Југославија   | 15.000    | Совјетски Савез | 0:1      |                                                   | Пријатељска               |
| 23. септембар 1987. | Пиза, Италија          | 21.729    | Италија         | 0:1      |                                                   | Пријатељска               |
| 14. октобар 1987.   | Сарајево, Југославија  | 14.075    | Северна Ирска   | 3:0      | Вокри (12, 34.) Хаџибегић (74.)                   | Квалификације за ЕП 1988. |
| 11. новембар 1987.  | Београд, Југославија   | 49.744    | Енглеска        | 1:4      | Катанец (80.)                                     | Квалификације за ЕП 1988. |
| 16. децембар 1987.  | Измир, Турска          | 4.657     | Турска          | 3:2      | Радановић (5.) Катанец (40.) Хаџибегић (54. пен.) | Квалификације за ЕП 1988. |

## 1988.
| Датум               | Место                   | Гледалаца | Противник       | Резултат | Стрелци за Југославију                       | Такмичење                 |
| 23. март 1988.      | Свонзи, Велс            | 5.985     | Велс            | 2:1      | Стојковић (43.) Јаковљевић (71.)             | Пријатељска               |
| 31. март 1988.      | Сплит, Југославија      | 12.000    | Италија         | 1:1      | Јаковљевић (45.)                             | Пријатељска               |
| 27. април 1988.     | Даблин, Република Ирска | 12.000    | Република Ирска | 0:2      |                                              | Пријатељска               |
| 4. јун 1988.        | Бремен, Западна Немачка | 13.000    | Западна Немачка | 1:1      | Баљић (15.)                                  | Пријатељска               |
| 24. август 1988.    | Луцерн, Швајцарска      | 6.700     | Швајцарска      | 2:0      | Михајловић (65.) Ђукић (82.)                 | Пријатељска               |
| 14. септембар 1988. | Овиједо, Шпанија        | 22.000    | Шпанија         | 2:1      | Баждаревић (46.) Цветковић (84.)             | Пријатељска               |
| 19. октобар 1988.   | Глазгов, Шкотска        | 42.771    | Шкотска         | 1:1      | Катанец (37.)                                | Квалификације за СП 1990. |
| 19. новембар 1988.  | Београд, Југославија    | 7.489     | Француска       | 3:2      | Спасић (11.) Сушић (76.) Стојковић (82.)     | Квалификације за СП 1990. |
| 11. децембар 1988.  | Београд, Југославија    | 15.246    | Кипар           | 4:0      | Савићевић (13, 33, 82.) Хаџибегић (44. пен.) | Квалификације за СП 1990. |

## 1989.
| Датум               | Место                 | Гледалаца | Противник | Резултат | Стрелци за Југославију                        | Такмичење                 |
| 5. април 1989.      | Атина, Грчка          | 6.000     | Грчка     | 4:1      | Вујовић (22, 83.) Туце (75.) Јаковљевић (80.) | Пријатељска               |
| 29. април 1989.     | Париз, Француска      | 34.287    | Француска | 0:0      |                                               | Квалификације за СП 1990. |
| 27. мај 1989.       | Брисел, Белгија       | 5.000     | Белгија   | 0:1      |                                               | Пријатељска               |
| 14. јун 1989.       | Осло, Норвешка        | 22.740    | Норвешка  | 2:1      | Стојковић (21.) Вујовић (86.)                 | Квалификације за СП 1990. |
| 23. август 1989.    | Куопио, Финска        | 6.386     | Финска    | 2:2      | Панчев (12.) Савићевић (51.)                  | Пријатељска               |
| 6. септембар 1989.  | Загреб, Југославија   | 42.500    | Шкотска   | 3:1      | Катанец (52.) аутогол (58.) Вујовић (59.)     | Квалификације за СП 1990. |
| 20. септембар 1989. | Нови Сад, Југославија | 8.000     | Грчка     | 3:0      | Брновић (8.) Просинечки (16.) Панчев (83.)    | Квалификације за СП 1990. |
| 11. октобар 1989.   | Сарајево, Југославија | 32.000    | Норвешка  | 1:0      | Хаџибегић (44. пен.)                          | Квалификације за СП 1990. |
| 28. октобар 1989.   | Атина, Грчка          | 1.046     | Кипар     | 2:1      | Станојковић (5.) Панчев (49.)                 | Квалификације за СП 1990. |
| 14. новембар 1989.  | Жоао Песоа, Бразил    | 45.000    | Бразил    | 0:0      |                                               | Пријатељска               |
| 13. децембар 1989.  | Лондон, Енглеска      | 34.796    | Енглеска  | 1:2      | Шкоро (17.)                                   | Пријатељска               |

## 1990.
| Датум               | Место                  | Гледалаца | Противник       | Резултат       | Стрелци за Југославију                        | Такмичење                 |
| 28. март 1990.      | Лођ, Пољска            | 10.000    | Пољска          | 0:0            |                                               | Пријатељска               |
| 26. мај 1990.       | Љубљана, Југославија   | 10.000    | Шпанија         | 0:1            |                                               | Пријатељска               |
| 3. јун 1990.        | Загреб, Југославија    | 20.000    | Холандија       | 0:2            |                                               | Пријатељска               |
| 10. јун 1990.       | Милано, Италија        | 74.765    | Западна Немачка | 1:4            | Јозић (55.)                                   | Светско првенство 1990.   |
| 14. јун 1990.       | Болоња, Италија        | 32.257    | Колумбија       | 1:0            | Јозић (75.)                                   | Светско првенство 1990.   |
| 19. јун 1990.       | Болоња, Италија        | 27.833    | УАЕ             | 4:1            | Сушић (5.) Панчев (9, 46.) Просинечки (90+3.) | Светско првенство 1990.   |
| 26. јун 1990.       | Верона, Италија        | 35.500    | Шпанија         | 2:1            | Стојковић (78, 93.)                           | Светско првенство 1990.   |
| 30. јун 1990.       | Фиренца, Италија       | 38.971    | Аргентина       | 0:0 (2:3 пен.) |                                               | Светско првенство 1990.   |
| 12. септембар 1990. | Белфаст, Северна Ирска | 9.008     | Северна Ирска   | 2:0            | Панчев (36.) Просинечки (86.)                 | Квалификације за ЕП 1992. |
| 31. октобар 1990.   | Београд, Југославија   | 1.437     | Аустрија        | 4:1            | Панчев (32, 52, 85.) Катанец (43.)            | Квалификације за ЕП 1992. |
| 14. новембар 1990.  | Копенхаген, Данска     | 39.700    | Данска          | 2:0            | Баждаревић (77.) Јарни (84.)                  | Квалификације за ЕП 1992. |

## 1991.
| Датум               | Место                | Гледалаца | Противник     | Резултат       | Стрелци за Југославију                                                               | Такмичење                 |
| 27. фебруар 1991.   | Измир, Турска        | 9.634     | Турска        | 1:1            | Савићевић (64.)                                                                      | Пријатељска               |
| 27. март 1991.      | Београд, Југославија | 5.086     | Северна Ирска | 4:1            | Бинић (35.) Панчев (47, 60, 62.)                                                     | Квалификације за ЕП 1992. |
| 1. мај 1991.        | Београд, Југославија | 16.477    | Данска        | 1:2            | Панчев (50.)                                                                         | Квалификације за ЕП 1992. |
| 16. мај 1991.       | Београд, Југославија | 6.745     | Фарска Острва | 7:0            | Најдоски (21.) Просинечки (24.) Панчев (51, 72.) Вулић (65.) Бобан (68.) Шукер (85.) | Квалификације за ЕП 1992. |
| 8. август 1991.     | Аоста, Италија       | 500       | Чехословачка  | 0:0 (3:4 пен.) |                                                                                      | Пријатељска               |
| 4. септембар 1991.  | Стокхолм, Шведска    | 11.510    | Шведска       | 3:4            | Савићевић (33, 67.) аутогол (75.)                                                    | Пријатељска               |
| 16. октобар 1991.   | Ландскруна, Шведска  | 2.485     | Фарска Острва | 2:0            | Југовић (13.) Савићевић (80.)                                                        | Квалификације за ЕП 1992. |
| 30. септембар 1991. | Варжиња, Бразил      | 15.000    | Бразил        | 1:3            | Лукић (11.)                                                                          | Пријатељска               |
| 13. новембар 1991.  | Беч, Аустрија        | 6.212     | Аустрија      | 2:0            | Лукић (18.) Савићевић (38.)                                                          | Квалификације за ЕП 1992. |

## 1992.
| Датум          | Место                | Гледалаца | Противник | Резултат | Стрелци за Југославију | Такмичење   |
| 25. март 1992. | Амстердам, Холандија | 10.300    | Холандија | 0:2*     |                        | Пријатељска |

- Последња утакмица СФРЈ

## Извор
- Резултати на RSSSF